# David Lachterman
 (juillet 2009).
Si vous disposez d'ouvrages ou d'articles de référence ou si vous connaissez des sites web de qualité traitant du thème abordé ici, merci de compléter l'article en donnant les références utiles à sa vérifiabilité et en les liant à la section « Notes et références ».
David Lazar Lachterman (ne le 28 juin 1934 à Berchem-Sainte-Agathe et mort le 3 janvier 1992 à Bruxelles) est un journaliste et pionnier de la télévision belge.

## Biographie
Il entre en 1953 à l’agence BELGA et en 1957 au journal parlé de la radiodiffusion belge, pour lequel il « couvre » la guerre d'Algérie. En 1959, il rejoint le journal télévisé ; rapidement promu secrétaire de rédaction, il présente le journal de 19h30 et se fait connaître par de nombreux reportages internationaux. Il couvrira, notamment les élections américaines de 1960, 1964 et 1968, l’assassinat de Robert Kennedy et de Martin Luther King ; à l’occasion du premier vol spatial habité de Youri Gagarine, il sera le premier journaliste occidental à interviewer des soviétiques sur la Place Rouge.
En 1963, il part à Rome, écrire des scénarios de films longs métrages pour le producteur de cinéma Carlo Ponti.
Revenu à la RTBF, il se consacre à des reportages en forme de monographies (les Juifs de New York ; la Thaïlande) récompensées par des Antennes de Cristal. Il sera également journaliste et producteur des émissions Photographies du Futur (prix Futura à Berlin, en 1972).
En 1974, sa passion pour le cinéma le conduit à la direction du service film de la RTBF, il y présentera également l’émission de débat l’Écran témoin. Spécialiste du cinéma, il reçoit une nouvelle Antenne de Cristal en 1975, pour la qualité de la programmation des films à la RTBF, ainsi qu’une autre l’année suivante, pour la série Absurde, n’est-il pas. Auteur en 1980 du premier projet de télévision à péage, David Lachterman s’illustre encore dans le domaine de la fiction, il coproduit des nombreux films et fictions, dont la série Maigret qui connaît un succès international. Depuis 1984, il assurait la direction des affaires commerciales de la RTBF.
Il était l’époux de Monique De Lannoy (ou Delannoy), célèbre speakerine de la télévision belge dans les années 1960 et 1970.